# Herman Rapp
Herman Rapp (ur. 1 stycznia 1907 w Stuttgarcie, zm. ?) – amerykański piłkarz niemieckiego pochodzenia, reprezentant kraju.

## Kariera piłkarska
Rapp urodził się w Stuttgarcie, jednak swoje dorosłe życie związał ze Stanami Zjednoczonymi. Podczas kariery piłkarskiej występował w klubie FC Schwaben grającym w International Soccer Football League of Chicago. Grał także w Philadelphia German-Americans, w którym występowali głównie Amerykanie niemieckiego pochodzenia. Wraz z German-Americans zdobył National Amateur Cup w 1934 oraz wygrał National Challenge Cup w 1935. 
W 1934 selekcjoner David Gould powołał Rappa na Mistrzostwa Świata rozgrywane we Włoszech. Reprezentacja USA uległa na tym turnieju aż 1:7 reprezentacji Włoch. Rapp spędził to spotkanie na ławce rezerwowych. 
W 1938 pracował jako trener w swojej pierwszej drużynie FC Schwaben. 

## Sukcesy
Philadelphia German-Americans
- National Amateur Cup (1) : 1934
- National Challenge Cup (1) : 1935